# Christian Fernández Salas
Christian Fernández Salas (ur. 15 października 1985 w Santanderze) – hiszpański piłkarz występujący na pozycji obrońcy w Realu Oviedo.